# 古今亭志ん馬 (6代目)
六代目 古今亭 志ん馬（ここんてい しんば、1935年1月11日 - 1994年9月10日）は、落語協会に所属した落語家。本名は、稲田 真佐文 。出囃子は「岸の柳」。福岡県小倉市（現在の北九州市）出身。

## 経歴
1952年5月、五代目古今亭志ん生に入門した。前座名は「志ん吉」。
1955年3月に橘家舛蔵と共に二ツ目昇進し、「金原亭馬太郎」に改名した。
1966年3月、真打に昇進し、「六代目古今亭志ん馬」を襲名した。
1994年9月10日、肝臓がんのため入院先の東京慈恵会医科大学附属病院で死去した。59歳没。

## 芸歴
- 1952年5月 - 五代目古今亭志ん生に入門。前座名「志ん吉」。
- 1955年3月 - 二ツ目昇進。「金原亭馬太郎」に改名。
- 1966年3月 - 真打昇進。「六代目古今亭志ん馬」を襲名。
- 1994年9月 - 死去。

## 人物
九州の訛りがあり若いころは苦労したが、師匠譲りのネタを得意とし、「お昼のワイドショー」のキャスター、二代目いじわるばあさんとしても活動した。晩年は高座に専念した。
二ツ目の馬太郎時分、松鶴家千代若・千代菊の家に居候していた。そこで知り合った桂金吾の娘（第二次世界大戦時中国慰問中に戦闘に巻き込まれ死亡した花園愛子との娘）が、後の志ん馬の妻である。

## 出演作品

### テレビドラマ
- 意地悪ばあさん（ytv・NTV、1968 - 1969年） - 波多野タツ

青島幸男の降板にともなう途中交代で第53 - 93回に出演した。第94回からは高松しげおに再交代している。
- 新五捕物帳 第170話「向島から来た女」（NTV・ユニオン映画、1982年1月19日）- 小円菊
- 意地悪ばあさん 第51話「男心と秋の空の巻」（CX・テレパック、1982年11月8日） - 早野志ん三 ※高松しげおと夫婦役で共演。

### テレビバラエティ
- お昼のワイドショー（NTV）

### ラジオ
- 歌謡大行進（文化放送、1969年 - 1970年）- 火曜パーソナリティー

## 一門弟子
- 古今亭志ん次 - 志ん馬没後三代目古今亭志ん朝門下へ
- 古今亭志ん吉 - 志ん馬没後廃業し九代目三笑亭可楽に再入門